# Nadtlenek acetonu
Nadtlenek acetonu (peroksyaceton) – organiczny związek chemiczny, występujący głównie jako trimer nadtlenku acetonu, inicjujący, skrajnie niebezpieczny w użyciu i przygotowaniu materiał wybuchowy.
Związek ten został po raz pierwszy otrzymany w 1895 roku przez Richarda Wolffensteina.

## Właściwości wybuchowe
Nadtlenek acetonu występuje w kilku formach, z których względnie trwała jest cykliczna forma trimeryczna (TCAP). Związek ten występuje też w cyklicznej i otwartej formie dimerycznej i jako wolny monomer, jednak są one bardzo niestabilne termodynamicznie i samorzutnie przechodzą w formę trimeryczną lub ulegają niekontrolowanemu, wybuchowemu rozkładowi jeszcze w czasie syntezy. Istnieje również forma tetrameryczna, trwalsza od trimerycznej, która jest otrzymywana inną metodą.
Właściwości wybuchowe trimeru:
- Wrażliwość na uderzenie: 0,3 J
- Wrażliwość na tarcie: 0,1 N
- Próba Trauzla: 250 cm³/10 g
- Prędkość detonacji: 5290 m/s (przy gęstości 1,2 g/cm³ i średnicy ładunku 6,3 mm)[5].

## Otrzymywanie
Cykliczny trimer (TCAP) można otrzymać przez reakcję acetonu z nadtlenkiem wodoru w środowisku kwaśnym. Syntezę wykonuje się przy zachowaniu bardzo ścisłych rygorów bezpieczeństwa, choć nawet w tych warunkach czasami zdarzają się wypadki. TCAP wybucha gwałtownie pod wpływem lekkiego nawet ogrzania lub potarcia. W trakcie przechowywania łatwo sublimuje do górnej części naczynia i samo otwarcie takiego naczynia może spowodować silną eksplozję. Produkcja TCAP jest zawsze obarczona wysokim ryzykiem.

Reakcja syntezy trimeru nadtlenku acetonu

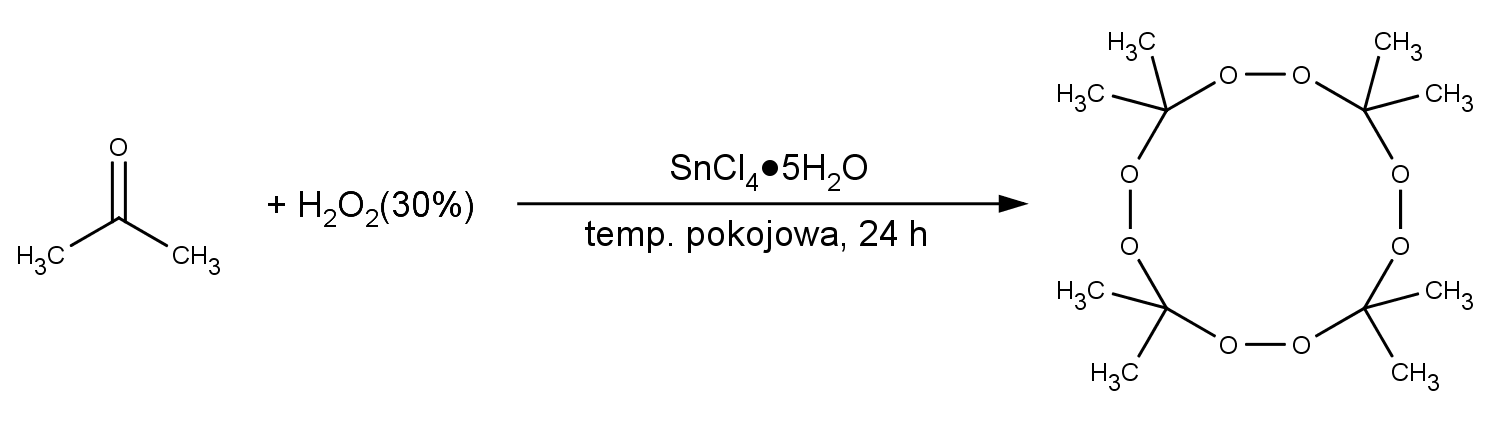
Reakcja syntezy tetrameru nadtlenku acetonu